# Jiayuguan
Jiayuguan (chiń. 嘉峪关; pinyin Jiāyùguān) – miasto o statusie prefektury miejskiej w północnych Chinach, w prowincji Gansu, przy linii kolejowej z Lanzhou do Urumczi. W 2010 roku liczba mieszkańców miasta wynosiła 132 461. Ośrodek przemysłu hutniczego, cementowego, maszynowego i włókienniczego.
W mieście znajduje się zabytkowa forteca będąca zachodnim krańcem Wielkiego Muru Chińskiego.